# 梁錦威
梁錦威（英語：Leung Kam-wai，1985年—），前街工成員，前支聯會常委，香港泛民主派人士，前任香港葵青區議會主席兼前葵涌邨北選區議員。

## 經歷
梁錦威於香港浸會大學中國研究課程畢業，曾任香港浸會大學學生會評議會主席及署理會長。
在2019年8月，他的辦事處曾兩度被潑糞，案件被警方列作刑事毀壞處理。
2021年9月8日，支聯會在限期前並沒有按警方國安處要求提交資料，梁錦威被警方國安處以《香港國安法》下的《實施細則》附表5有關「沒有遵從通知規定提供資料罪」拘捕。
2021年10月22日，國安法指定法官、署理總裁判官羅德泉聽取各方陳詞後，先批准鄒幸彤、鄧岳君及徐漢光三人的保釋申請，惟鄒另涉煽動顛覆國家政權案，須繼續還押。指定法官羅德泉又指，即使梁錦威及陳多偉沒有申請保釋，仍會批出兩人的保釋，換言之五名被告均獲保釋，但梁氏以保釋條件模糊為由拒絕保釋，選擇繼續還押。
各方經商討後，第二次預審暫定於翌年1月25日進行，正審日期仍待定。
2021年11月1日，梁錦威與其餘4名被告承認一項「煽惑他人明知而參與一個未經批准集結罪」，並同胡志偉另外承認一項「明知而參與一個未經批准集結罪」，法官最終於12月13日判處其9個月監禁，因其未有上訴，梁因此於11月12日起失去葵青區議員資格，成為本屆區議會第三位因判囚而失去資格的區議員。
2021月12月22日，梁錦威改為承認拒交資料罪，被即時判囚三個月，其中兩個月刑期分期執行，總刑期為11個月。
服刑期間，他關注葵涌邨出現群組爆發，衷心祝福「葵涌邨的疫情盡快過去，大家一切平安！」，希望疫情盡快過去。
2022年4月19日，梁錦威早上刑滿出獄。他希望大家都唔好氣餒，過去堅持嘅嘢都繼續堅持落去。他又表示理解目前的政治環境、社會氣氛均較差，但明言不會離開香港，「相信嘅嘢真係唔好放棄」。他都成為唯一出獄的違反港區國安法的被告人士。